# Залізничний район (Ростов-на-Дону)
Залізничний район (рос. Железнодорожный район) Ростова-на-Дону як адміністративна одиниця був утворений 1937 року. Територія району — 69 км².

## Історія
Поселення, з яких утворений район, виникли набагато раніше. У 1747-му на правому березі Дону, нижче гирла його припливу, річки Темернік, була заснована козача станиця Гніловской.
Пізніше, 1864 року, коли були відкриті залізниця, залізничні майстерні, робочий люд почав самовільно забудовувати схил за річкою Темернік. Так уже на міських землях виникло Затемерніцьк поселення (нині Ленгородок). Згодом станиця й поселення розрослися і стали основою утвореного району. А своєю назвою він зобов'язаний залізниці та іншим об'єктам Ростовського відділення Північно-Кавказької залізниці.

## Населення
Населеність Залізничного району за великої кількості приватного сектору — 95 тисяч осіб. Майже кожний третій житель району — пенсіонер. Працююче населення в економіці району становить 40 відсотків загального числа жителів.

## Економіка
Провідне місце в економіці району посідають підприємства Ростовського відділення Північно-Кавказької залізниці, які разом зі «старими» підприємствами району — електровозоремонтним заводом, ВАТ «Моряк», ЗАТ «Дон-гіпс», РОЗ АЗС, риболовецьким колгоспом ім. Мірошниченко та іншими — є основними роботодавцями для жителів району. На його території з'явилися й нові, найсучасніші підприємства Агроіндустріальна компанія «Астон», ВАТ «Південь Русі», ТОВ «Праймер-Дон», а це й нові робочі місця, і наповнення бюджету району. Нині в районі налічується 2708 підприємств великого та малого бізнесу.

## Культура
На території району, на правому березі Дону, розкинувся Кумженський гай — улюблене місце відпочинку містян. Тут встановлено меморіал воїнам, полеглим за визволення Ростова-на-Дону. У районі є найбільший в Росії ботанічний сад, якому понад 75 років. На території парку ім. Собінова — нова будівя музичної школи імені Глінки.